# Deborah Watling
Deborah Patricia Watling (ur. 2 stycznia 1948 w Fulmer, zm. 21 lipca 2017 w Norwich) – angielska aktorka filmowa i telewizyjna. Występowała w roli Victorii Waterfield w brytyjskim serialu science-fiction pt. Doktor Who.
Walting jest córką aktora Jacka Watlinga oraz Patricii Hicks. Ma siostrę Dilys oraz brata Gilesa, którzy również są aktorami. W wieku dziecięcym wcielała się w rolę siostrzenicy Petera Brady’ego w serialu The Invisible Man (1958). W 1965 otrzymała główną rolę w serialu telewizyjnym Alice, który był ekranizacją książki Alicja w Krainie Czarów w reżyserii Dennisa Pottera. Dostała też małą rolę w filmie That'll Be the Day (1973). W tym samym roku wystąpiła w filmie Take Me High, gdzie zagrała wraz z Cliffem Richardem W 1979 zagrała Normę Baker w serialu Danger UXB.
W latach 1967–1968 zagrała w serialu BBC pt.: Doktor Who. Jej postać, Victoria, była towarzyszką drugiego Doktora, granego przez Patricka Troughtona. Z powodu polityki archiwalnej BBC, do dziś zachowały się w całości jedynie dwie historie, w których aktorka się pojawia: The Tomb of the Cybermen oraz The Enemy of the World. Wielokrotnie powracała do tej roli w późniejszych produkcjach związanych z tym serialem, np. w Dimensions in Time (1993) czy Downtime (1995). Aktorka wystąpiła także w wielu audycjach radiowych Big Finish Productions, dotyczących Doktora Who. W 2013 roku Watling wystąpiła w produkcji komediowej na 50-lecie istnienia serialu Doktor Who pt. The Five(ish) Doctors Reboot.